# Хлябово (Болгарія)
Хля́бово (болг. Хлябово) — село в Хасковській області Болгарії. Входить до складу общини Тополовград.

## Населення
За даними перепису населення 2011 року у селі проживали 656 осіб.
Національний склад населення села:
| Національність   | Кількість осіб | Відсоток |
| ---------------- | -------------- | -------- |
| болгари          | 591            | 90,2%    |
| цигани           | 61             | 9,3%     |
| турки            | 0              | 0%       |
| Всього відповіли | 655            |          |

Розподіл населення за віком у 2011 році:
Динаміка населення: